# Edward Colman
Edward Colman (* 25. Januar 1905 in Philadelphia, Pennsylvania,  USA; † 24. Januar 1995 in Newport Beach, Kalifornien, USA) war ein US-amerikanischer Kameramann. International bekannt wurde er mit seinen Arbeiten an Spielfilmen der Walt-Disney-Studios, darunter solchen Kassenerfolgen wie Mary Poppins oder Ein toller Käfer. Er arbeitete auch unter den Pseudonymen Eddie Cohen, Edward Cohen, Edward Coleman und Eddie Colman.

## Leben
Edward Colman wurde am 25. Januar 1905 in Philadelphia geboren. Anfang der 1930er Jahre begann er damit, im Filmgeschäft zu arbeiten. Er gehörte zu den – ungenannten – Kameramännern, die die grandiosen Luftaufnahmen für den von Howard Hughes produzierten Kriegsfilm Höllenflieger (Hell’s Angels) beisteuerten. In dieser Zeit konzentrierte er sich auf die überzeugende Gestaltung und Fotografie von Spezialeffekten. Seine Ausbildung absolvierte er dabei vornehmlich in Großbritannien. Zu den bekanntesten Filmen, an deren Spezialeffekten er in dieser Zeit mitwirkte, gehören die Science-Fiction-Klassiker Was kommen wird (Things to Come) und Der Mann, der die Welt verändern wollte (The Man Who Could Work Miracles), die beide 1936 mit großem Staraufgebot nach Vorlagen von H. G. Wells entstanden. Bei den Dreharbeiten lernte er auch Peter Ellenshaw kennen, mit dem er später in Hollywood bei Disney noch oft zusammenarbeiten sollte.
Ende der 30er Jahre kehrte Colman schließlich in die USA zurück und arbeitete als Kameraoperateur („Schwenker“, engl. camera operator) an Filmen wie Der Henker von London (Tower of London, 1939). Nach dem Militärdienst im Zweiten Weltkrieg wurde er 1948 bei Achtung! Atomspione! (Walk a Crooked Mile) zusammen mit George Robinson erstmals als leitender Kameramann genannt. In den folgenden Jahren arbeitete er jedoch vornehmlich für das Fernsehen. Unter anderem fotografierte er 22 Folgen der erfolgreichen Fernsehserie Polizeibericht (Dragnet). 
Seine erste Arbeit bei den Disney-Studios erhielt er bei dem aufwendigen, von Richard Fleischer inszenierten Realfilm 20.000 Meilen unter dem Meer (20000 Leagues Under the Sea, 1954). Bei dieser Jules-Verne-Verfilmung lag die fotografische Oberleitung bei Franz Planer. Colman war als leitender Kameramann des Second-Unit-Teams eingesetzt, was beispielsweise bei den komplizierten Unterwasseraufnahmen allerdings auch schon eine Herausforderung darstellte. Nachdem Colman 1955 bei fünf Folgen der Fernsehserie Mickey Mouse Club als Schwenker gewirkt hatte, bot ihm Walt Disney schließlich die fotografische Leitung der Fantasyfilm-Komödie Der unheimliche Zotti (The Shaggy Dog, 1959) mit Fred MacMurray an. Bei der Umsetzung der zahlreichen Spezialeffekte, deretwegen der Film in Schwarzweiß gedreht wurde, kamen Colman seine vor dem Krieg in Großbritannien erworbenen Kenntnisse zugute.
Nach dem großen Kinoerfolg dieses nur mit einem bescheidenen Budget produzierten Streifens und dem noch erfolgreicheren Der fliegende Pauker (The Absent Minded Professor, 1961), ebenfalls mit Fred MacMurray und vielerlei Filmtricks, konnte sich Colman als einer der bedeutendsten Kameramänner bei Disney etablieren. Dabei half ihm der Umstand, dass er für seine originelle Schwarzweiß-Fotografie von Der fliegenden Pauker eine Oscar-Nominierung erhalten hatte. In den folgenden Jahren war Colman daher an beinahe allen wichtigen Realfilmprojekten des Studios beteiligt und leitete bei zahlreichen Disney-Erfolgsfilmen die Aufnahmen. Vorrangig arbeitete er dabei mit den Regisseuren Norman Tokar und Robert Stevenson zusammen. Mit Letzterem drehte er auch seinen bekanntesten Film, das Musical Mary Poppins (Mary Poppins, 1964). Die Filmversion der Geschichten von P. L. Travers mit Julie Andrews in der Titelrolle brachte Colman 1965 eine weitere Oscar-Nominierung ein. 
Er war jedoch nicht nur Spezialist für die überzeugende Fotografie komplizierter Spezialeffekte, sondern bewies auch Talent für Landschaftsfotografien, wie etwa die stimmungsvollen Aufnahmen aus Vermont für Diese Calloways (Those Calloways), einer Geschichte über eine Familie von Naturschützern in New England, belegen. Beides kombinierte er 1967 in Die abenteuerliche Reise ins Zwergenland (The Gnome-Mobile), bei dem die „forced perspective“ („erzwungene Perspektive“) zum Einsatz kam, um das Zusammenspiel von Menschen und Zwergen glaubhaft zu machen. Diese für den Disney-Film Das Geheimnis der verwunschenen Höhle (Darby O’Gill and the Little People, 1959) entwickelte Aufnahmetechnik macht sich den Umstand zunutze, dass das menschliche Auge aufgrund der Zweidimensionalität des Filmbildes nicht erkennen kann, wie weit Dinge oder Personen wirklich voneinander entfernt sind, solange sich die Kamera oder die gefilmten Objekte nicht aufeinander zubewegen. Nach Ein toller Käfer (The Love Bug, 1968), dem ersten Teil der „Herbie“-Filmreihe, zog sich Colman in den Ruhestand zurück. Ein Jahr zuvor hatte er noch zusammen mit Burnett Guffey bei Wenn Killer auf der Lauer liegen (The Ambushers), seinem einzigen Nicht-Disney-Film während der 1960er Jahre, die Aufnahmen geleitet.
In der Disneyland-Folge Back Stage Party (1961) zum Abschluss der Dreharbeiten zu Aufruhr im Spielzeugland (Babes in Toyland) ist er auch einmal selbst im Bild zu sehen.
Colman war Mitglied der American Society of Cinematographers (ASC). Sein Bruder Ben Colman (1907–1988) war ebenfalls Kameramann. 
Edward Colman starb am 24. Januar 1995 in Newport Beach, einen Tag vor seinem 90. Geburtstag.

## Auszeichnungen
- 1955: Emmy-Nominierung für die Dragnet-Episode  The Big Bible in der Kategorie „Beste Kamera“
- 1962: Oscar-Nominierung für The Absent Minded Professor (1961) in der Kategorie „Beste Kamera“
- 1962:  3. Platz Golden Laurel für The Absent Minded Professor (1961) in der Kategorie „Beste s/w-Kamera“
- 1965: Oscar-Nominierung für Mary Poppins (1964) in der Kategorie „Beste Kamera“

## Filmografie (Auswahl)
- 1936: Was kommen wird (Things to Come) – Spezialeffekte-Fotografie
- 1936: Der Mann, der die Welt verändern wollte (The Man Who Could Work Miracles) – Mitarbeit an den Spezialeffekten
- 1937: Feuer über England (Fire Over England) – Spezialeffekte-Fotografie
- 1946: Die Ausreißerin (The Runaround) – zweite Kamera
- 1948: Achtung! Atomspione! (Walk a Crooked Mile) – Kamera zusammen mit George Robinson
- 1952–1958: Polizeibericht (Dragnet) (Fernsehserie, bei 22 Folgen)
- 1954: Großrazzia (Dragnet)
- 1955: 24 Hour Alert (Kurzfilm)
- 1957: Der Einäugige (Black Patch)
- 1959: Der unheimliche Zotti (The Shaggy Dog)
- 1959: Donald in Mathmagic Land (Dokumentarkurzfilm)
- 1961: Der fliegende Pauker (The Absent Minded Professor)
- 1961: Aufruhr im Spielzeugland (Babes in Toyland)
- 1962: Mein Freund Red (Big Red)
- 1962: Der Pauker kann’s nicht lassen (Son of Flubber)
- 1963: Im Tal der Apachen (Savage Sam)
- 1964: Die übersinnlichen Abenteuer des Merlin Jones (The Misadventures of Merlin Jones), auch Merlin Jones – Der Mann, der zuviel wußte
- 1964: Mary Poppins
- 1965: Diese Calloways (Those Calloways)
- 1965: Eine Uni voller Affen (The Monkey's Uncle)
- 1965: Alles für die Katz (That Darn Cat!)
- 1966: Geliebter Haustyrann (The Ugly Dachshund)
- 1967: Bullwhip Griffin oder Goldrausch in Kalifornien (The Adventures of Bullwhip Griffin)
- 1967: Die abenteuerliche Reise ins Zwergenland (The Gnome-Mobile)
- 1967: Wenn Killer auf der Lauer liegen (The Ambushers) – Kamera zusammen mit Burnett Guffey
- 1967: Der glücklichste Millionär (The Happiest Millionaire)
- 1968: Käpt’n Blackbeards Spuk-Kaschemme (Blackbeard's Ghost)
- 1968: Ein toller Käfer (The Love Bug)